# My World (álbum de Avril Lavigne)
My World  fue el primer álbum en vivo de un concierto de Lavigne, filmado en Buffalo (New York), en la última noche de su gira de cinco semanas por América del Norte, llamada "Try to Shut Me Up Tour". El DVD ha vendido más de 70.000 copias en Canadá, recibiendo séptuple certificación de Platino. En Brasil, llegó a la cima de las listas, registrando más de 50 000 ejemplares vendidos, lo que le valió la certificación de platino RIAA, por ser el noveno DVD más vendido en 2003, de acuerdo con ABPD.
My World contiene todas las canciones de Avril Lavigne hasta ese momento, incluyendo sus canciones favoritas del primer álbum, como "Complicated", "I'm With You", "Losing Grip" y "Sk8er Boi", además de nuevas canciones y el cóver de la canción de Bob Dylan, Knockin' on Heaven's Door". El DVD contiene 68 minutos de concierto, así como escenas detrás de bastidores de la gira por 24 ciudades de EE. UU., Europa y Japón. Este álbum de video fue el más vendido hasta entonces por la discográfica BMG y el cuarto ese año en todo el mundo, de acuerdo a IFPI.
El DVD consiste de 16 canciones que Lavigne interpretó en su primera gira Try to Shut Me Up Tour en el HSBC Arena en Buffalo, New York. La myoría de las pistas son de su álbum debut, Let Go, mientras 2 de las canciones son cóvers. Tiene también un lado B-side. En el CD en vivo, 3 canciones son cóvers, con un sencillo.

## Contenido del DVD
Lista de canciones de la sección "Try to Shut Me Up Tour (Buffalo NY concert)"
| N.º | Título                      | Duración |  |
| 1.  | «Sk8er Boi»                 |          |  |
| 2.  | «Nobody's Fool»             |          |  |
| 3.  | «Mobile»                    |          |  |
| 4.  | «Anything But Ordinary»     |          |  |
| 5.  | «Losing Grip»               |          |  |
| 6.  | «Naked»                     |          |  |
| 7.  | «Too Much to Ask»           |          |  |
| 8.  | «I Don't Give»              |          |  |
| 9.  | «Basket Case»               |          |  |
| 10. | «My World»                  |          |  |
| 11. | «I'm with You»              |          |  |
| 12. | «Complicated»               |          |  |
| 13. | «Unwanted»                  |          |  |
| 14. | «Tomorrow»                  |          |  |
| 15. | «Knockin' on Heaven's Door» |          |  |
| 16. | «Things I'll Never Say»     |          |  |

Características especiales (Bonus)
| N.º | Título          | Nota(s) | Duración |  |
| 1.  | «Avril's Cut»   | Detrás de cámaras                                                                                             | 38:51    |  |
| 2.  | «Outtakes»      | | 2:17     |  |
| 3.  | «Photo Gallery» | Galería fotográfica                                                                                           | --       |  |
| 4.  | «Music Videos»  | Videoclips: 1. "Complicated" 2. "I'm with You" 3. "Knockin' on Heaven's Door" 4. "Losing Grip" 5. "Sk8er Boi" | 18.47    |  |

## Lanzamiento de edición con CD
Algunas ediciones posteriores del DVD contienen un CD. Todas las canciones son grabaciones en vivo, excepto el tema "Why", el cual hasta ese momento sólo había aparecido en el lado B del sencillo en CD "Complicated".
Lista de canciones
| N.º | Título | Escritor(es) | Nota(s) | Duración |  |

## Recepción de la crítica
Adam Gonshor del sitio web "And pop", dijo que todos los artistas deberían realizar y lanzar un proyecto como "My World" de Avril Lavigne, con características adicionales y canciones grabadas en los conciertos, porque es el molde perfecto a seguir para todos los DVD de música.
El DVD se venden en Canadá más de 70 000 ejemplares por lo tanto recibir un certificado siete veces platino por la CRIA, llegó a Brasil en la 3 ª posición de los más vendidos y más tarde grabó más de 50 000 ejemplares de recibir Disco de Platino pela ABPD, y en 2003 fue el noveno mejor DVD de venta del país. el DVD también ha sido certificado Disco de Platino, Australia por 15 000 ejemplares vendidos por ARIA, e na Argentina en un 40 por mil copias vendidas de acuerdo con CAPIF.

## Certificaciones y ventas
| País/Lista de ventas (2003) | Mejor Puesto | Ventas   | Certificación |
| --------------------------- | ------------ | -------- | ------------- |
| Japón - RIAJ                |              | 100,000+ | Oro           |
| Canadá - CRIA               | 48           | 70,000+  | 7x Platino    |
| Brasil - ABPD               | 3            | 50,000+  | Platino       |
| Argentina - CAPIF           | 1            | 40,000+  | Platino       |
| Australia - ARIA            | 1            | 15,000+  | Platino       |

| País/Lista de ventas (2003) | Mejor Puesto | Ventas  | Certificación |
| --------------------------- | ------------ | ------- | ------------- |
| Francia - SNEP              | 1            | 15,000+ | Platino       |
| Grecia - IFPI Grécia        | 19           | -       | -             |
| Alemania Top 100 Album (50) | 46           | -       | -             |
| Suiza Top 100 Album         | 84           | -       | -             |
| Portugal Top 30 Album       | 28           | -       | -             |

## Premios
| Año  | Categoría         | Premio      | Resultado |
| ---- | ----------------- | ----------- | --------- |
| 2004 | Mejor DVD del año | Juno Awards | Nominado  |